# Спориус, Андрей Эмильевич
Андрей Эмильевич Спориус (3 ноября 1904, Казань — 18 июня 1961, Казань) — архитектор, председатель правления Татарского отделения Союза архитекторов СССР (1948—1958).
Брат А. Э. Спориуса (1907—1978).

## Биография
Родился 3 ноября 1903 года[по какому календарю?] в семье художника Эмилия Эрнестовича Спориуса (1866-1933), происходившего из курляндских немцев, жителей Фридрихсштадта.
В 1929 году окончил Сибирский технологический институт (Томск) по специальности «инженер-архитектор». После заверешения учёбы работает архитектором промышленного района, включавшего в себя завод № 40 имени Ленина, Большую Игумнову, Ягодную и часть Адмиралтейской слободы (1930-1933), архитектором КБ «Татпроект» (1933-1935). Одновременно с этим преподаёт в Казанском институте инженеров коммунального строительства (1931-1941).
В 1934 году стал членом Союза архитекторов СССР.
В 1935-1949 и 1955-1961 годах работал в КБ фабрики «Киноплёнка-8», с 1955 года – главный архитектор этого КБ. В 1950-1955 годах – главный архитектор архитектурно-планировочной мастерской Управления по делам строительства и архитектуры при Совете Министров Татарской АССР, одновременно с 1951 года – главный инженер Татарского государственного института по проектированию предприятий нефтяной промышленности (Гипротатнефть).
В 1948-1958 годах – председатель Татарского отделения Союза архитекторов СССР.
Его сын, Алексей Андреевич Спориус (1929-1999) — архитектор, художник, заслуженный деятель искусств Татарской АССР (1975).
Умер 1 июля 1961 года. Похоронен на Арском кладбище.

## Работы А. Э. Спориуса
А. Э. Спориус участововал в архитектурном проектировании Лениногорска, Альметьевска, Азнакаева, Бавлов.

### В Казани
- жилой дом полка НКВД (улица Богатырёва, 6, 1930 год)
- столовая имени 10-летия образования АТССР (или столовая льнокомбината[тат.], улица Гладилова, 34, 1930 год)
- ДК имени 10-летия АТССР (улица 1 Мая, 26, 1932-1935 годы, снесён после пожара в 2008 году)[6]
- летний театр в саду «Эрмитаж» (1933 год, снесён)
- здание общежития Казанского института инженеров коммунального строительства (улица Лейтенанта Шмидта, 35, 1933 год)
- 4-х этажные жилые дома для ИТР фабрики «Киноплёнка-8» (улица Восход, 21, 23, 1936 или 1937 год)
- 3-х этажные жилые дома для работников фабрики «Киноплёнка-8» (улица Восстания, 5 домов между 14-й и 12-й Союзными улицами, 1936 год, снесены в 2000-х годах)
- ясли на 120 детей (улица Восстания, 92, 1938 год)
- жилой дом ИТР фабрики «Киноплёнка-8» (улица Восстания, 58, 1939 год)
- надстройка жилых домов по улице Тукая, дома 83, 85, 87, 89 (1933-1934 годы)
- промышленные и административные корпуса фабрики «Киноплёнка-8» (1935-1950 годы)
- здание общежития школы ФЗУ фабрики «Киноплёнка-8» (улица Исаева, 12/13)
- жилые дома завода № 40 (улица Степана Халтурина, дома 6/13 и 5/2, 1938 год)
- ДК имени Саид-Галеева (Советская улица (Дербышки), 18, 1951-1959 годы, совместно с Искандером Валеевым[тат.])